# 威爾斯民族主義
威爾斯民族主義強調威爾斯語、文化和歷史的獨特性，並主張威爾斯的民族自決，包含下放更多權力給予威爾斯國民議會或者完全脫離聯合王國而獨立。

## 外部連結
- Economic & Social Research Council. . EurekAlert. May 4, 2007  [2007-05-05]. （原始内容存档于2019-05-21）.